# Crévoux (Fluss)
Der Crévoux ist ein kleiner Gebirgsfluss in Frankreich, der im Département Hautes-Alpes in der Region Provence-Alpes-Côte d’Azur verläuft. Er entspringt in den französischen Seealpen, im Bergmassiv Massif du Parpaillon, beim Pass Col du Parpaillon, im Gebiet der gleichnamigen Gemeinde Crévoux, entwässert generell Richtung Nordwest und mündet nach rund 19 Kilometern im Gemeindegebiet von Saint-André-d’Embrun, knapp an der Grenze zur Nachbargemeinde Saint-Sauveur, als linker Nebenfluss in die Durance.

## Orte am Fluss
(Reihenfolge in Fließrichtung)
- Crévoux
- Champrond, Gemeinde Crévoux
- La Ribière, Gemeinde Saint-André-d’Embrun
- Pied de Côte, Gemeinde Saint-Sauveur

## Sehenswürdigkeiten
- Wasserfall Cascade de Razis in Crévoux[4]